# Pedro Álvarez Martín
Pedro Álvarez Martín (Santa Cruz de Tenerife, 1950) es un físico y astrónomo español, doctorado en astrofísica y primer director de la empresa pública GRANTECAN, S.A. que opera el telescopio homónimo, también conocido como Gran Telescopio Canarias (GTC). Fue, junto con el director del IAC, impulsor del mismo y quien dirigió su construcción y los primeros años de funcionamiento hasta su jubilación en 2016.

## Trayectoria

### Académica
Pedro Álvarez se licenció en Física y se incorporó al Observatorio del Teide, posteriormente Instituto de Astrofísica de Canarias o IAC. En esta institución se formó como astrofísico y realizó su doctorado. En enero de 1981 leía y conseguía la aprobación por el tribunal de su tesis doctoral titulada Separación de componentes en la luz del cielo nocturno. Continuo atmosférico. Dicho trabajo fue dirigido por el doctor Francisco Sánchez Martínez. Durante algunos años fue profesor de Astrofísica en la Universidad de La Laguna (ULL) en los inicios de esta especialidad en la citada Universidad.

### Profesional
Desde las islas Canarias y junto con Francisco Sánchez Martínez impulsaron el GRANTECAN o GTC ante los gobernantes insulares primero y después ante los dirigentes nacionales. Aunque fueron muchas las vicisitudes para llevar a cabo un proyecto tan grande, finalmente la obra se inició a principios de 2000 y su explotación científica comenzó el 1 de marzo de 2009, nueve años después, en el Observatorio del Roque de los Muchachos.
Para la gestión del GRANTECAN se formó una empresa pública, integrada por los gobiernos autonómico y nacional español con un 92,5%, la Universidad Nacional de México con un 5% y la Fundación de la Universidad de Florida con un 2,5%. Pedro Álvarez fue designado para el puesto de director de la empresa en 1994 y en ella dirigió el estudio de viabilidad, el diseño, construcción y puesta a punto del GRANTECAN, así como sus principales instrumentos, entre los que se incluyen las instalaciones de la cámara Osiris, la Canaricam o la Emir.

## Jubilación y reconocimiento
En febrero de 2011 el municipio tinerfeño de Tegueste realizó una exposición con el título Astrofísico Pedro Álvarez mostrando los logros de su figura y de la construcción del GRANTECAN. En agradecimiento a su labor, el ayuntamiento de Tegueste le dedicó una calle también con el nombre Astrofísico Pedro Álvarez Martín.
En junio de 2016 Pedro Álvarez abandonó su cargo al jubilarse a los sesenta y seis años, pero asegurando que seguiría observando el cielo y ayudando, si fuese necesario.